# Play It for the Girls
Play It for the Girls är den andra singeln släppt från Danny Saucedo's album Heart Beats. Den släpptes den 23 maj 2007.

## Listplaceringar
| Lista             | List-position |
| ----------------- | ------------- |
| Sverigetopplistan | 1             |